# プリップス

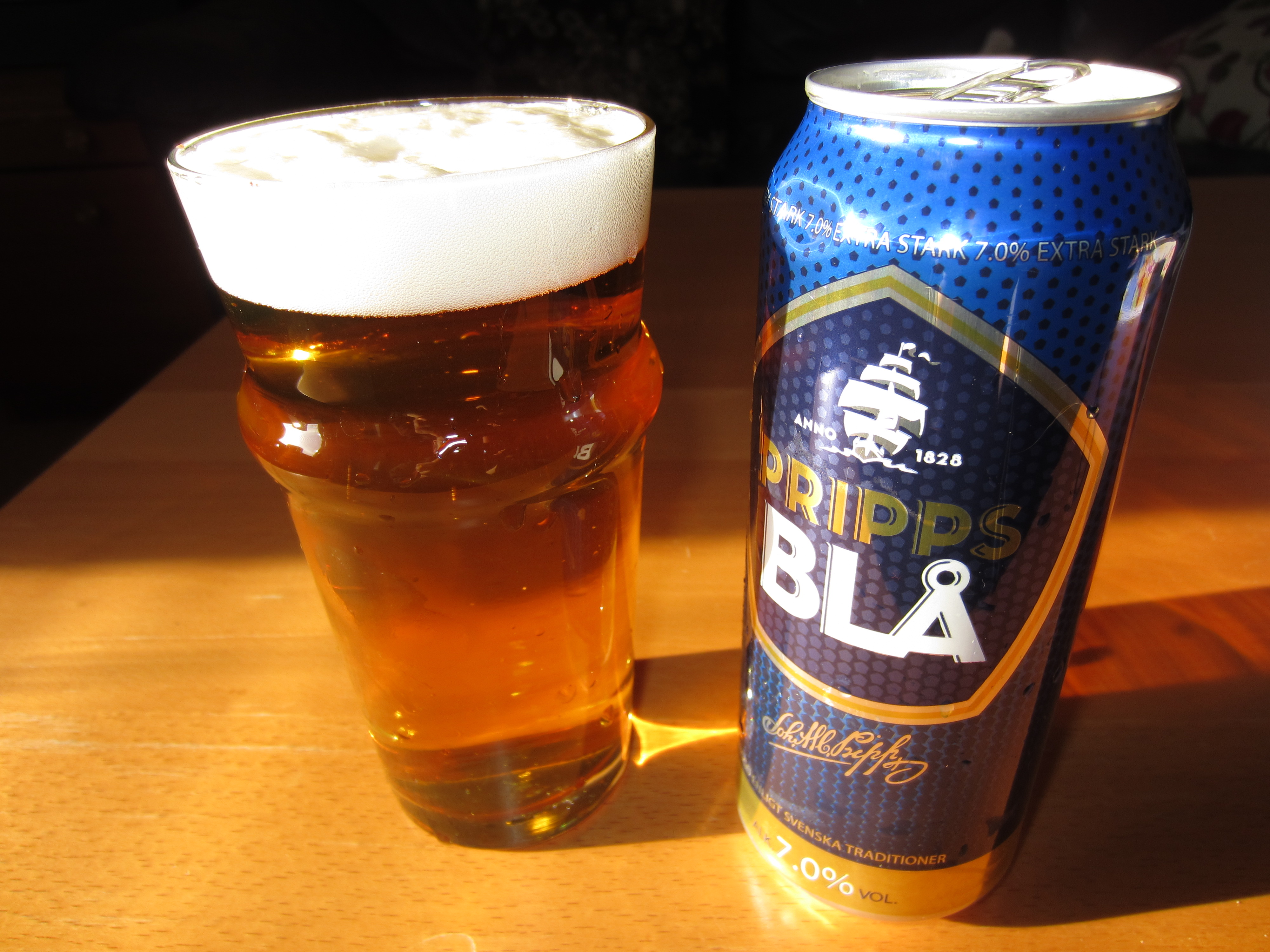
Pripps Blå 7.2%

プリップス（Pripps）はスウェーデンの主要な醸造会社であったが、現在はカールスバーグ社に吸収されブランド名として存続している。会社はヨーテボリに拠点を置き主要な製品はプリップス・ブロ（Pripps Blå）で、ラムローサ（Ramlösa）も所有している。プリップスはヨハン・アルブレヒト・プリップ（Johan Albrecht Pripp）により1828年にヨーテボリで設立された。

## ビール

### 現行品
プリップス・ブロ（Pripps Blå）、プリップス 青
1959年に初めて市場に投入された軽いラガービールで、スウェーデンで最も人気のあるビールの一つであると言われている。プリップス・ブロは、スウェーデンの法律で規定されているビールに含まれる最低限の大麦の割合である51%しか使用していないため安価なビールである。
プリップス・ブロ・ライト（Pripps Blå Light）
低カロリーのラガービール。
プリップス・ブロ・エクストラ・スタルク（Pripps Blå Extra Stark）
麦芽100%で7.2%の高アルコール度数のラガービール。
プリップス・ブロ・ピュア（Pripps Blå Pure）
プリップス・ブロ・ライトに代わる低炭水化物含有量のラガービール。

### 季節品
プリップス・ブロ・ソマースペシャル（Pripps Blå Sommarspecial）
夏のラガービール。
プリップス・ユーロル（Pripps Julöl）
デュンケル（Dunkel）ビール。

## 醸造所
ビールはカールスバーグ・スウェーデン社で醸造されている。